# 雁门之战
雁门之战指的是中國北宋和辽朝之间发生在980年的战役，结果以宋军击败辽军告终。

## 地理分析
雁门关地处代州西北二十余里雁门山上，东西两面山势险峻，通关之路十分崎岖，易守难攻，为历来兵家必争之地，为天下九塞。

## 过程
辽军在979年满城之战战败后卷土重来，于980年三月派出一支号称十万的部队南侵。当时山南東道節度使、宣徽南院使、三交都部署潘美自三交口巡抚至代州，令鄭州防禦使、三交驻泊兵马都部署杨业领麾下数千骑兵自雁门关出发，沿着小径迂回至辽军侧后，也就是雁门北口。潘美自己带兵正面迎敌，并命令众士兵作战前发誓，口含木片奋勇杀敌，之后与杨业合击辽军于雁门北岭。辽军大败，節度使、駙馬、侍中蕭咄李被杀，馬步軍都指揮使李重誨被生擒。宋军缴获鎧甲革馬甚多。

## 赏罚
潘美获封代国公，杨业则因功迁云州观察使，仍判郑州、代州。